# Goossensia cibarioides
Goossensia cibarioides — вид базидіомікотових грибів родини Лисичкові (Cantharellaceae).

## Поширення
Вид поширений у Демократичній Республіці Конго.

## Опис
Плодові тіла Goossensia cibarioides яскравого жовто-помаранчевого забарвлення і трохи нагадують Cantharellus odoratus, яка відрізняється дуже рідкою структурою. Гриб їстівний.